# Ли Гын Хак
Ли Гын Хак (хангыль: 리근학; род. 7 июля 1940, Генерал-губернаторство Корея, Японская империя) — северокорейский футболист, вратарь, участник чемпионата мира 1966 года как запасной игрок.

## Карьера

### Клубная
Выступал за клуб «Моранбон».

### В сборной
В составе сборной КНДР отправился на чемпионат мира 1966 года. На турнире не играл, был дублёром основного голкипера сборной Ли Чхан Мёна.